# UNDAC (UN)
Die Katastrophenerkundungs- und Koordinierungsteams der Vereinten Nationen (UNDAC-Teams, englisch: United Nations Disaster Assessment and Coordination teams) sind spezialisierte Einsatzteams, die bei Katastrophen die Schnellerkundung und die Koordination von Hilfsmaßnahmen durchführen. Die Teams werden vom Amt für die Koordinierung humanitärer Angelegenheiten des UN-Nothilfekoordinators gestellt.
Ein solches Team kann bei einer Katastrophe oder nach einem Hilfeersuchen in die Krisenregion entsandt werden. Dafür stehen 214 einsatzbereite Mitglieder (Stand: 30. April 2007) zur Verfügung.

## Aufgaben
UNDAC-Teams sollen die internationale Hilfe vor Ort koordinieren. Sie entscheiden, ob ein Vorgeschobenes Einsatzkoordinierungszentrum (OSOCC, englisch: On-Site Operations Coordination Centre) eingerichtet wird.